# Daniel DiNardo
Daniel Nicholas DiNardo (Steubenville, 23 de maio de 1949) é um cardeal da Igreja Católica estadunidense, desde 2025 é o arcebispo emérito de Galveston-Houston.

## Biografia
Fez seus estudos secundários em Pittsburgh e depois, estudou no Seminário São Paulo de Pittsburgh, na Universidade Católica da América, em Washington D.C., onde obteve um mestrado em filosofia e na Pontifícia Universidade Gregoriana de Roma, onde obteve a licenciatura em teologia e também estudou patrologia no Augustinianum de Roma.
Ordenado padre em 16 de julho de 1977, em Pittsburgh, por Vincent Leonard, bispo de Pittsburgh, foi incardinado na diocese de Pittsburgh. Vice-pastor e chanceler episcopal adjunto na diocese de Pittsburgh. Trabalhou sete anos na Congregação para os Bispos, na Cúria Romana, de 1984 a 1991; ao mesmo tempo, foi diretor da Villa Stritch e professor adjunto do Pontifícia Faculdade Norte Americana. Em seu retorno a Pittsburgh, foi nomeado diretor diocesano adjunto para a educação e pároco; foi também membro da comissão teológica diocesana e do conselho presbiteral.
Eleito bispo-coadjutor de Sioux City pelo Papa João Paulo II em 19 de agosto de 1997, foi consagrado em 7 de outubro, na igreja da Natividade de Nosso Senhor Jesus Cristo, por Lawrence Donald Soens, bispo de Sioux City, assistido por Donald William Wuerl, bispo de Pittsburgh, e por Raymond Leo Burke, bispo de La Crosse. Sucedeu à sé de Sioux City em 28 de novembro de 1998. Foi nomeado bispo-coadjutor de Galveston-Houston em 16 de janeiro de 2004. Promovido ao posto de arcebispo, quando a sé foi elevada a arquidiocese metropolitana em 29 de dezembro de 2004, sucedeu à sé metropolitana de Galveston-Houston em 28 de fevereiro de 2006.
Em 17 de outubro de 2007, foi anunciada a sua criação como cardeal pelo Papa Bento XVI, no Consistório de 24 de novembro, em que recebeu o barrete vermelho e o título de cardeal-presbítero de Santo Eusébio. Em 8 de março de 2014, o Papa Francisco o nomeou para o Conselho para a Economia, para um mandato quinquenal. Em 15 de novembro de 2016, foi eleito presidente da Conferência dos Bispos Católicos dos Estados Unidos para o triênio 2016-2019.
Teve sua renúncia aceita pelo Papa Francisco ao governo pastoral em 20 de janeiro de 2025.

## Conclaves
- Conclave de 2013 - participou da eleição de Jorge Mario Bergoglio como Papa Francisco.
- Conclave de 2025 - participou da eleição de Robert Francis Prevost como Papa Leão XIV.